# Oxyruncus cristatus
El picoagudo (Oxyruncus cristatus), es una especie de ave paseriforme, la única perteneciente a la familia Oxyruncidae. Se distribuye de forma muy disjunta desde las zonas serranas del este de Sudamérica hasta el centro de Centroamérica.

## Distribución y hábitat
Se distribuye de forma muy disjunta, tal vez residual, en Costa Rica, Panamá, Colombia, Venezuela, Guyana, Surinam, Guayana francesa, Ecuador, Brasil, Perú, Bolivia, Paraguay y Argentina.
Puede ser poco común a bastante común, pero siempre local, en el dosel y en los bordes de selvas húmedas montanas, hasta los 1600 m de altitud, especialmente entre los 500 y 1000 m. Más numerosa en los tepuyes y en la Mata atlántica del sureste de Brasil.

## Descripción
Mide 17 cm de longitud. Su pico es puntiagudo y el iris es rojizo a anaranjado. Por arriba es mayormente olivácea, con la corona negra ocultando una cresta anaranjada a roja, y la cabeza y pescuezo blancuzcos, escamados de negruzco. La garganta es blanca escamada de negruzco y por abajo amarillento pálido a blancuzco, punteado de negro; en el sureste de América del Sur más amarillo.

## Comportamiento
Excepto por la vocalización, es muy discreta, pasa mucho tiempo posada, inmóbil, o se desloca a lo largo de ramas y entre el follaje buscando insectos; puede colgarse de cabeza para abajo y examinar epífitas y hojas muertas. Sola o en pareja, se junta a bandadas mixtas, cuando es más fácil de ser vista.

### Alimentación
Su dieta consiste de insectos y también frutos, que a menudo come acompañado de tráupidos.

### Reproducción
Sus hábitos de nidificación y el nido son semejantes a los de Phibalura flavirostris: durante el verano construyen un nido en forma de taza pequeña, decorada con líquenes como camuflaje y sujetos a horquillas en ramas horizontales.

### Vocalización
El canto del macho es inconfundible y se oye a distancia, es un trinado muy agudo que cae en timbre y se atenúa, «ziiiiiiu-u-u-u-u-u», que dura unos 5 segundos, en alguna áreas más nasal y atenuado, especialmente en el sureste de Brasil, donde parece una bomba cayendo; en el sureste de Ecuador emite un sonido similar «ziiiiiiu, dzzzzz».

## Sistemática

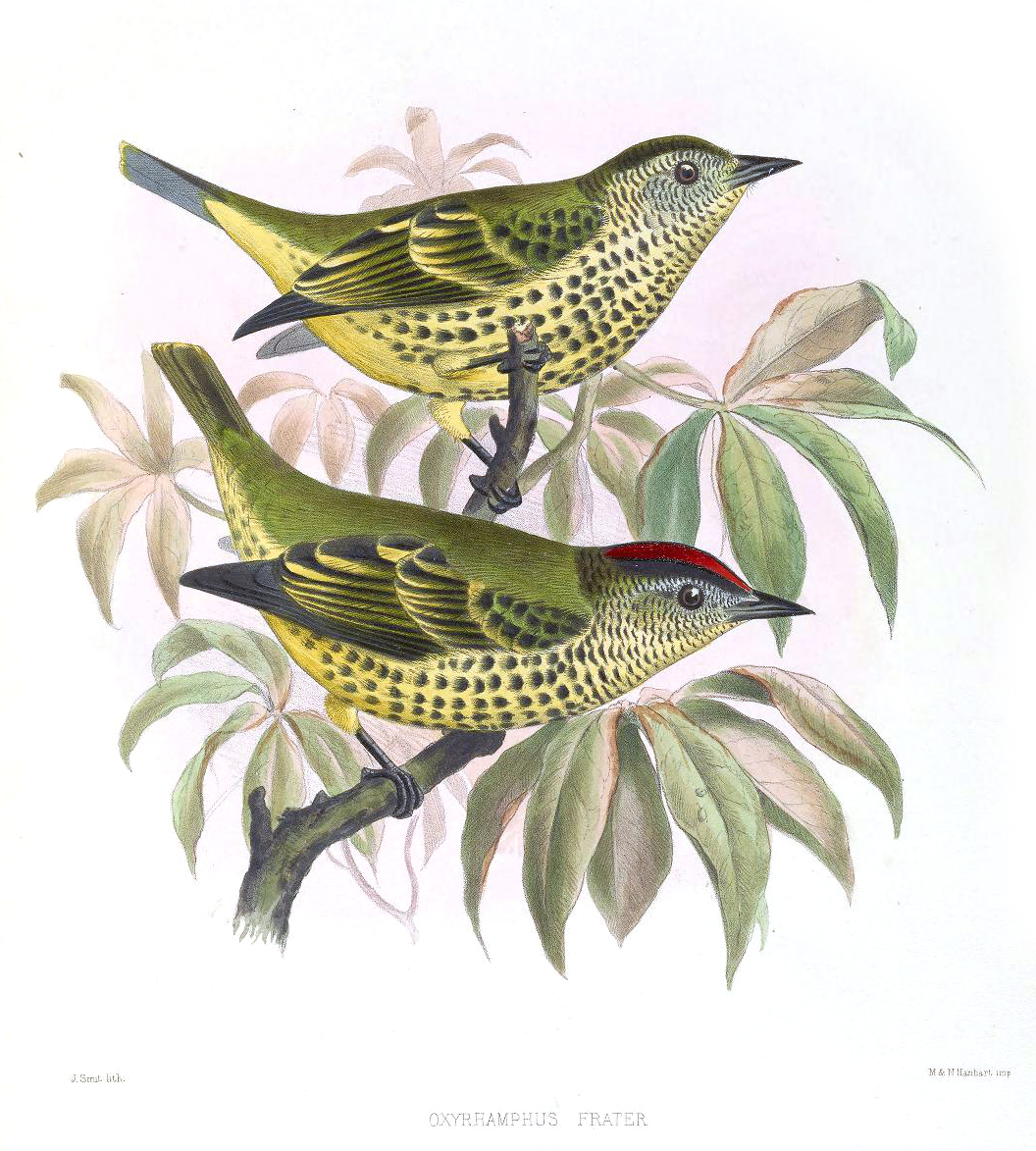
Oxyruncus cristatus frater, ilustración de Smit, en Exotic ornithology: containing figures and descriptions of new or rare species of American birds, 1869.

### Descripción original
La especie O. cristatus fue descrita por primera vez por el naturalista británico William Swainson en 1821 bajo el nombre científico Oxyrhyncus [error] cristatus; localidad tipo «Brasil».
El género Oxyruncus fue propuesta por el naturalista neerlandés Coenraad Jacob Temminck en 1820 y la familia Oxyruncidae por el ornitólogo estadounidense Robert Ridgway en 1906.

### Etimología
El nombre genérico masculino «Oxyruncus» deriva del griego «oxus»: agudo, y «rhunkhos»: pico; significando «de pico agudo»; y el nombre de la especie «cristatus», proviene del latín: crestado, con copete.

### Subespecies
Según la clasificación de Clements Checklist v.2017, se reconocen seis subespecies, con su correspondiente distribución geográfica:
- Oxyruncus cristatus frater (P. L. Sclater & Salvin, 1868) - Costa Rica y oeste de Panamá (al este hasta Veraguas).
- Oxyruncus cristatus brooksi Bangs & Barbour, 1922 - este de Panamá.
- Oxyruncus cristatus phelpsi Chapman, 1939 - montañas del sur y sureste de  Venezuela (excepto el Monte Roraima) y adyacencias de Brasil y Guyana.
- Oxyruncus cristatus hypoglaucus (Salvin & Godman, 1883) - sureste de Venezuela (Monte Roraima), las Guayanas, y noreste de Brasil (Amapá).
- Oxyruncus cristatus tocantinsi Chapman, 1939 - sur de Pará (desde el lado oriental del bajo río Tocantins al suroeste hasta la Serra dos Carajás, en el lado occidental), en Brasil.
- Oxyruncus cristatus cristatus Swainson, 1821 - sureste de Brasil (sur de Goiás, Minas Gerais y  Espírito Santo al sur hasta Santa Catarina), este de Paraguay y extremo noreste de Argentina (norte de Misiones).

También ocurre en (subespecies indeterminadas) en el noroeste de Colombia (Serranía de San Lucas, Antioquia), sureste de Ecuador (cordillera Cutucú, cordillera del Cóndor), Perú (San Martín/Amazonas, cordillera Azul, Junín, Cuzco, Puno), noroeste de Bolivia (La Paz, río Tuichi) y sur y noreste de Brasil (sur de Mato Grosso, Mato Grosso do Sul, Pernambuco, Alagoas, sur de Bahia). 
Las subespecies phelpsi y  tocantinsi (ambas no listadas por el Congreso Ornitológico Internacional (IOC)), posiblemente no se puedan distinguir de hypoglaucus. Individuos observados en el noroeste de Colombia, sureste de Ecuador, Perú, noroeste de Bolivia y sur y noreste de Brasil son de identidad racial incierta, tal vez representado una o más subespecies no descritas.

### Taxonomía
Las evidencias sugerían que esta especie, tradicionalmente colocada en Cotingidae, a pesar de anteriormente haber sido colocada en su propia familia monotípica Oxyruncidae, pertenecería a la familia Tityridae; sin embargo, trabajos recientes no encontraron ningún soporte consistente para estas relaciones, por lo tanto, el Comité de Clasificación de Sudamérica (SACC), mediante la aprobación de la Propuesta N° 134, resucitó la familia Oxyruncidae para situar exclusivamente esta especie única. Esto fue posteriormente corroborado por los estudios de Ohlson et al (2007). Clements Checklist v.2017 y la propia lista del SACC siguen esta recomendación, mientras el IOC todavía lo mantiene en Tityridae.

### Cladograma propuesto para la familia Oxyruncidae
De acuerdo a Ohlson et al., 2013, queda así la posición de la familia:

|                          | Pipridae |
|                          | |
|                          | Cotingidae |
|                          | |
| Superfamilia Tyrannoidea | \| \| Oxyruncidae: Oxyruncus \| \| \| \| \| \| Onychorhynchidae: \| \| \| \| \| \| Tityridae \| \| \| \| \| \| Pipritidae \| \| \| \| \| \| Platyrinchidae \| \| \| \| \| \| Tachurisidae \| \| \| \| \| \| Rhynchocyclidae \| \| \| \| \| \| Tyrannidae \| \| \| \| |
|                          | \| \| Oxyruncidae: Oxyruncus \| \| \| \| \| \| Onychorhynchidae: \| \| \| \| \| \| Tityridae \| \| \| \| \| \| Pipritidae \| \| \| \| \| \| Platyrinchidae \| \| \| \| \| \| Tachurisidae \| \| \| \| \| \| Rhynchocyclidae \| \| \| \| \| \| Tyrannidae \| \| \| \| |
|                          | Oxyruncidae: Oxyruncus |
|                          | |
|                          | Onychorhynchidae: |
|                          | |
|                          | Tityridae |
|                          | |
|                          | Pipritidae |
|                          | |
|                          | Platyrinchidae |
|                          | |
|                          | Tachurisidae |
|                          | |
|                          | Rhynchocyclidae |
|                          | |
|                          | Tyrannidae |
|                          | |

|  | Oxyruncidae: Oxyruncus |
|  |                        |
|  | Onychorhynchidae:      |
|  |                        |
|  | Tityridae              |
|  |                        |
|  | Pipritidae             |
|  |                        |
|  | Platyrinchidae         |
|  |                        |
|  | Tachurisidae           |
|  |                        |
|  | Rhynchocyclidae        |
|  |                        |
|  | Tyrannidae             |
|  |                        |